# Сыновья и любовники (фильм)
«Сыновья́ и любо́вники» (англ. Sons and Lovers) — чёрно-белый фильм режиссёра Джека Кардиффа, снятый в Великобритании в 1960 году по мотивам одноимённого романа Дэвида Герберта Лоуренса, включённого по версии издательства Modern Library в 100 лучших романов XX века на английском языке.

## Сюжет
Гертруда (Хиллер), девушка из семьи пуританских нравов, по любви выходит замуж за Уолтера Морела (Ховард), углекопа. В семье поочерёдно рождаются Уильям (Лукас), Артур (Барретт) и Пол (Стоквел). Уолтер начинает пить, что становится причиной постоянных раздоров. Начавший работать Артур погибает в шахте, Уильям уезжает в поисках работы в Лондон. Пол становится для матери смыслом жизни. Он влюбляются в соседку Мириам Ливерс (Сирс), отношения с ней носят платонический характер. Гертруда не одобряет выбор сына. Находясь под полным влиянием матери, молодой Морел воздерживается от женитьбы.
Пол знакомится с Кларой Доус, замужней женщиной, с которой очень откровенно обсуждает Мириам. Пересмотрев взаимоотношения с девушкой, он вступает с ней в интимную близость. Непродолжительное время пара счастлива. Однако Пол, понимая, что более всех на свете любит мать и зависит от неё, порывает с Мириам. Пол сближается с Кларой, у них начинается бурный роман, но она отказывается расставаться с мужем. Гертруда заболевает и, несмотря на тёплую заботу сына, умирает. Опустошённый Пол уезжает в Лондон.

## В ролях
- Тревор Ховард — Уолтер Морел, углекоп
- Уэнди Хиллер — Гертруда Морел, его жена
- Дин Стоквелл — Пол Морел
- Уильям Лукас — Уильям Морел
- Шин Барретт — Артур Морел
- Хизер Сирс — Мириам Ливерс
- Мэри Юр — Клара Доус
- Дональд Плезенс — мистер Пэплуот

## Подбор актёров
- Дин Стоквелл — американский актёр, был приглашён на роль Поля для того, чтобы увеличить шансы на успех картины в США.
- Роль Гертруды была предложена Вивьен Ли, но та отказалась из-за нежелания предстать перед зрителем в столь «завшивленном» (англ. crummy) образе.

## Награды
- 1961 год — «Оскар» Фредди Фрэнсису за лучшую операторскую работу в чёрно-белом кино; номинации на 6 главных категорий (фильм, режиссёр, актёр, актриса, сценарий, декорации);
- 1961 год — Золотой глобус Джеку Кардиффу, как лучшему режиссёру игрового кино; 4 номинации, в том числе лучший драматический актёр и актриса;
- 1961 год — номинации Уэнди Хиллер на премию BAFTA в категории «лучшая актриса», номинация Джека Кардиффа на Золотую пальмовую ветвь Каннского кинофестиваля, а также ещё 4 награды и 2 номинации различных кинематографических конкурсов.[4]

## Критика
- Movie Reviews (Великобритания): «„Сыновья и любовники“ является прекрасным примером фабульной драмы, с превосходными Ховардом и Хиллер в роли родителей Пола. Выдержка, набожность и неподдельность, которые они привносят в свои роли, совпадает с реальной жизнью тех рабочих, которые ютятся в съёмном жилище и еле выживают неделя за неделей. Операторская работа поддерживает актёрскую игру без пафоса и фейерверков».[5]
- Эрик Бек, обозреватель WordPress.com: «В попытке привлечь молодежную аудиторию продюсеры отбросили первую половину книги и пытались сделать ставку на сексуальной составляющей этой истории. Это сработало? Это, кажется, достигло финансового успеха, и это, безусловно, получило успех у критиков, зарабатав 7 номинаций на Оскар. <…> Для адаптации одного из величайших романов на английском языке, это, безусловно, очень хороший результат».[6]